# سمفونی شماره ۱ (مندلسون)

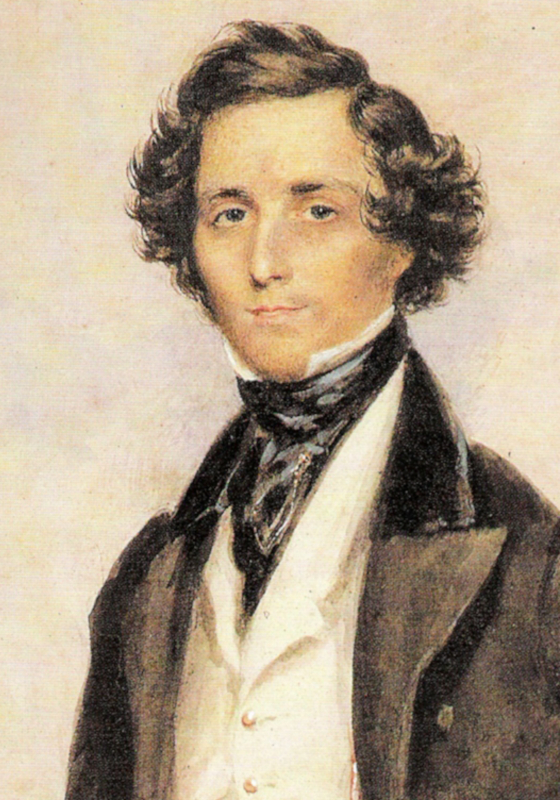
پرتره مندلسون، جیمز وارن چیلد، ۱۸۳۹

سمفونی شماره ۱ (انگلیسی: Symphony No. 1) در گام دو مینور، اپوس ۱۱، اولین اثر سمفونیک فلیکس مندلسون، آهنگساز آلمانی می‌باشد که در ۲۱ مارس ۱۸۲۴ یعنی زمانی که آهنگساز ۱۵ سال بیشتر نداشت تصنیف گردید، با این همه دستنوشتهٔ این اثر تا سال ۱۸۳۱ منتشر نگردید، مندلسون، این اثر را تقدیم به انجمن رویال فیلارمونیک نمود که برای اولین بار توسط همین ارکستر در شهر لندن و در ۲۵ می ۱۸۲۹ توسط شخصِ مُصنف رهبری و اجرا گردید.
مندلسون برای اجرا از ملودیِ اسکرتسوی هشت ترجیع‌بند یا اوکتت آلترناتیو (تناوب چرخشی) موومان سوم سمفونی بهره گرفت. سمفونی شماره ۱ اولین بار در یک محفلِ خصوصی به تاریخ ۱۴ نوامبر ۱۸۲۴ و به مناسبتِ نوزدهمین سالگرد ولادتِ خواهر آهنگساز فانی مندلسون اجرا گردید. نخستین اجرای عمومیِ اثر هم در ۱ فوریه ۱۸۲۷ و توسط گواندهاوس لایپزیک اجرا گردید.